# Catocala lucinda
Catocala lucinda är en fjärilsart som beskrevs av William Beutenmüller 1907. Catocala lucinda ingår i släktet Catocala och familjen nattflyn. Inga underarter finns listade i Catalogue of Life.

## Bildgalleri

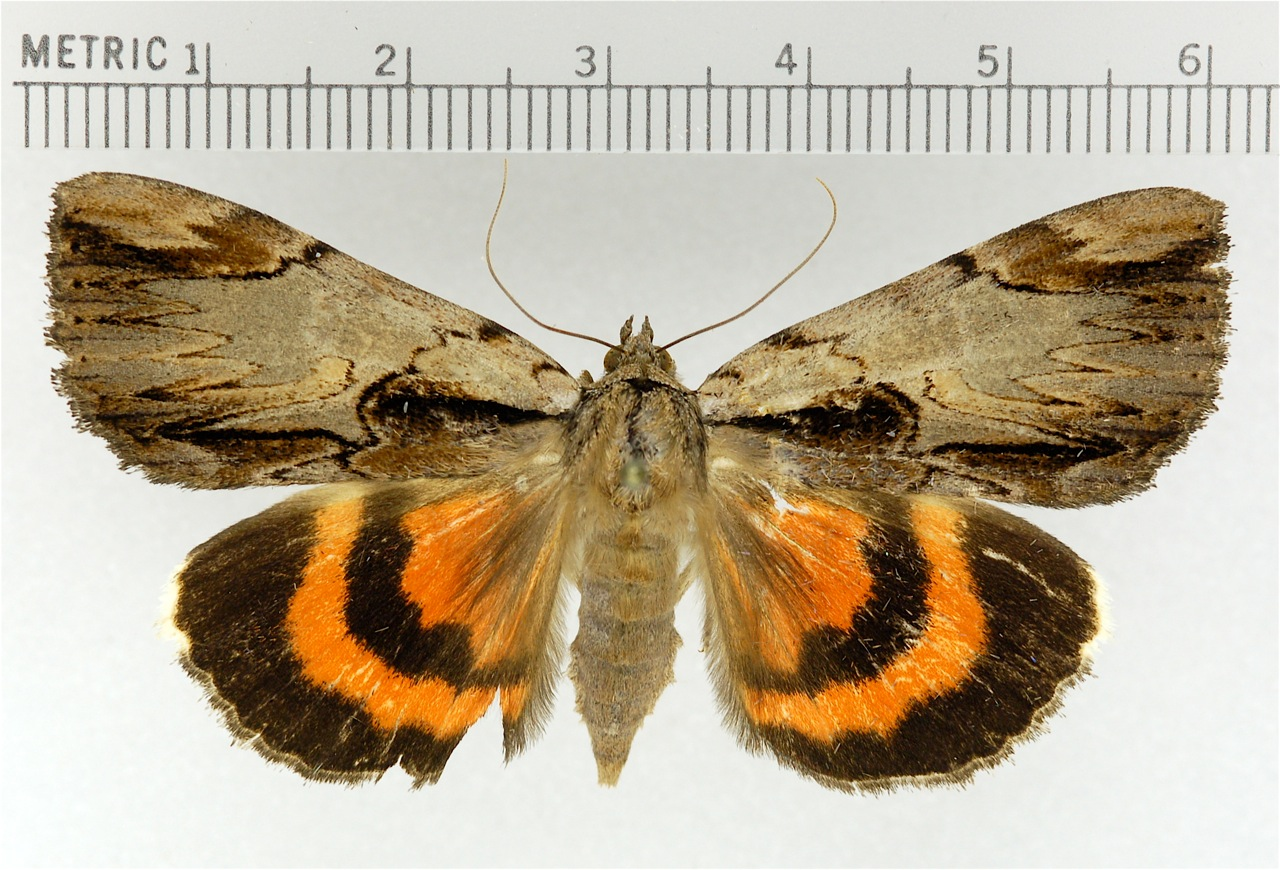